# Arena Colles
Arena Colles és un grup de turons del quadrangle Syrtis Major de Mart, situat amb les coordenades planetocèntriques a 29.5 ° latitud N i 87.02 ° longitud E. Té 580.12 de diàmetre i va rebre el nom d'un tret albedo a 13 ° N, 294 ° O. El nom va ser aprovat per la UAI l'any 1995. El terme "Colles" és utilitzat per turons petits o knobs.